# Rheocricotopus robacki
Rheocricotopus robacki is een muggensoort uit de familie van de dansmuggen (Chironomidae). De wetenschappelijke naam van de soort is voor het eerst geldig gepubliceerd in 1964 door Beck and Beck.